# Gallotia simonyi
Espèce
Synonymes
- Lacerta simonyi Steindachner, 1889

Statut de conservation UICN

 CR B1ab(v)+2ab(v) : 
En danger critique
Statut CITES
Gallotia simonyi, le Lézard géant d'El Hierro, est une espèce de sauriens de la famille des Lacertidae. Il est le symbole animal des îles El Hierro.

## Répartition

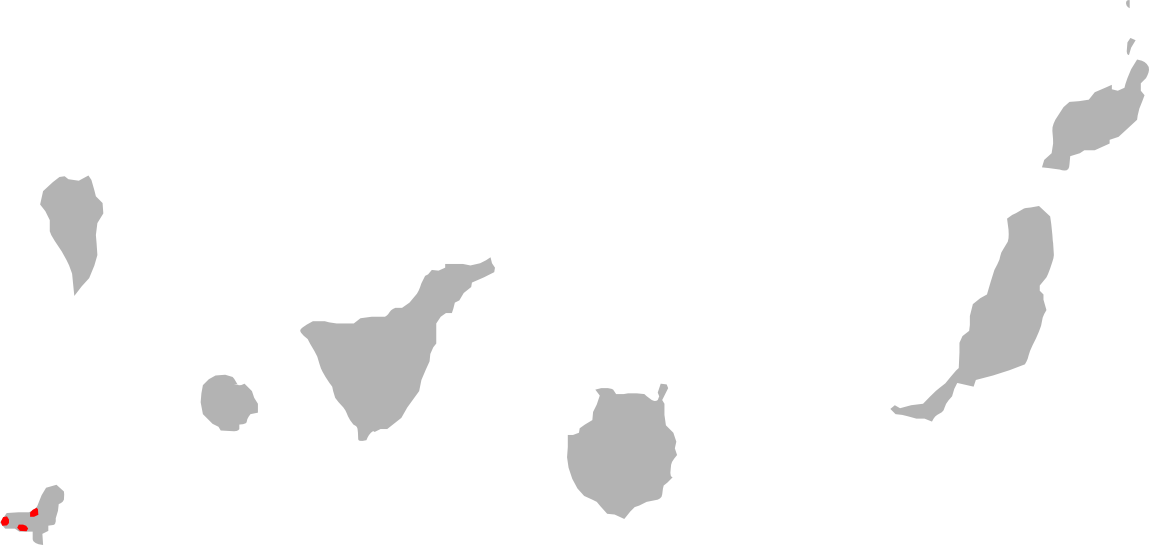
Distribution

Cette espèce est endémique d'El Hierro aux îles Canaries.
La sous-espèce Gallotia simonyi simonyi présente uniquement sur un îlot d'un hectare situé à 830 m au Nord d'El Hierro, le Roque Chico de Salmor, était considérée comme disparue depuis plus d'un siècle, fut redécouverte en 1974 .

## Description
Ce lézard peut atteindre 60 centimètres, les mâles étant un peu plus grands que les femelles. Il est trapu avec une tête large. Sa coloration est le gris foncé à brun avec des rangées de taches orange sur les côtés.
C'est un omnivore qui consomme des plantes ainsi que divers insectes.
L'accouplement débute en mai puis les femelles pondent de 9 à 12 œufs de juin à fin août, ceux-ci incubant durant environ deux mois.

## Liste des sous-espèces
Selon The Reptile Database (22 janvier 2012) :
- Gallotia simonyi machadoi López-Jurado, 1989
- Gallotia simonyi simonyi (Steindachner, 1889)

## Étymologie
Cette espèce est nommée en l'honneur du naturaliste austro-hongrois Oszkar Simonyi de Vienne (1852-1915) qui a collecté le premier spécimen en 1889 et la sous-espèce en l'honneur d'Antonio Machado Carrillo.

## Publications originales
- López-Jurado, 1989 : A new Canarian lizard subspecies from Hierro Island (Canarian archipelago). Bonner Zoologische Beiträge, vol. 40, no 3/4, p. 265-272 (texte intégral).
- Steindachner, 1889 : Über eine von Prof. O. Simony auf den Roques del Zalmor bei Hierro, Canarische inseln, entdeckte neue Eidechsenart. Anzeiger der Österreichischen Akademie der Wissenschaften, Mathematisch-Naturwissenschaftliche Klasse, vol. 1889, p. 260-262 (texte intégral).